# Trangölens barrskog
Trangölens barrskog är ett naturreservat i Norrköpings kommun i Östergötlands län.
Området är naturskyddat sedan 2016 och är 22 hektar stort. Reservatet ligger på en höjd söder om Trangölen och med en bäck i väster. Reservatet består av tallskog med inslag av gamla granar.